# Autocharis
Autocharis is een geslacht van vlinders van de familie van de grasmotten (Crambidae), uit de onderfamilie van de Odontiinae.

## Soorten
- A. albiplaga (Hampson, 1913)
- A. arida Mey, 2011
- A. arrondalis Seizmair, 2020
- A. barbieri (Legrand, 1966)
- A. bekilalis (Marion & Viette, 1956)
- A. carnosalis (Saalmüller, 1880)
- A. catalalis (Viette, 1953)
- A. discalis Shaffer J. C. & Munroe, 2007
- A. ecthaemata (Hampson, 1913)
- A. egenula Hering, 1901
- A. fessalis (Swinhoe, 1886)
- A. hedyphaes (Turner, 1913)
- A. jacobsalis (Marion & Viette, 1956)
- A. librodalis (Viette, 1958)
- A. linealis Shaffer J. C. & Munroe, 2007
- A. marginata Guillermet, 1996
- A. miltosoma (Turner, 1937)
- A. mimetica (Lower, 1903)
- A. phortalis (Viette, 1958)
- A. putralis (Viette, 1958)
- A. renalis Seizmair, 2020
- A. sarobialis Amsel, 1970
- A. senatoria Meyrick, 1932
- A. seyrigalis (Marion & Viette, 1956)
- A. sinualis (Hampson, 1899)
- A. trisignalis Seizmair, 2020
- A. vohilavalis (Marion & Viette, 1956)